# Châtillon-sur-Saône
 Châtillon-sur-Saône  es una población y comuna francesa, en la región de Lorena, departamento de Vosgos, en el distrito de Neufchâteau y cantón de Lamarche.

## Historia
Villa perteneciente al Ducado de Lorena, fue asediada, saqueada y arrasada por las tropas francesas entre el 8 y 9 de junio de 1635.

## Demografía
| 270 | 236 | 226 | 201 | 176 | 179 |
| Para los censos de 1962 a 1999 la población legal corresponde a la población sin duplicidades (Fuente: INSEE [Consultar]) |     |     |     |     |     |